# Halte de Labège-Village
Pour les articles homonymes, voir Gare de Labège.
La halte de Labège-Village est une halte ferroviaire française de la ligne de Bordeaux-Saint-Jean à Sète-Ville, située sur le territoire de la commune de Labège, dans le département de la Haute-Garonne, en région Occitanie.
C'est une halte ferroviaire de la Société nationale des chemins de fer français (SNCF), desservie par des trains TER Occitanie circulant entre Toulouse-Matabiau, Carcassonne et Nîmes-Centre.

## Situation ferroviaire
Établie à 159 m d'altitude, la halte de Labège-Village est située au point kilométrique (PK) 267,755 de la ligne de Bordeaux-Saint-Jean à Sète-Ville, entre la future halte de Labège-Innopole et la gare d'Escalquens.

## Histoire

### Fréquentation
En 2015, selon les estimations de la SNCF, la fréquentation annuelle de la gare était de 18 291 voyageurs. En 2017, selon les estimations de la SNCF, la fréquentation annuelle de la gare était de 11 922 voyageurs.
De 2015 à 2023, selon les estimations de la SNCF, la fréquentation annuelle de la gare s'élève aux nombres indiqués dans le tableau ci-dessous :
| Année           | 2015   | 2016   | 2017   | 2018  | 2019   | 2020  | 2021  | 2023  |
| --------------- | ------ | ------ | ------ | ----- | ------ | ----- | ----- | ----- |
| Voyageurs seuls | 18 291 | 13 774 | 11 923 | 9 169 | 11 329 | 8 161 | 8 633 | 8 428 |

## Service des voyageurs

### Accueil
Halte SNCF, c'est un point d'arrêt non géré (PANG) à entrée libre. Elle est équipée d'automates pour l'achat de titres de transport.
L'accès aux quais se fait par des escaliers situés de chaque côté du pont ferroviaire de l'avenue des Cathares.

### Desserte
Labège-Village est desservie par des trains régionaux TER Occitanie qui effectuent des missions entre les gares de Toulouse-Matabiau et de Carcassonne ou de Nîmes-Centre, à raison de 4 trains le matin et 3 trains le soir, uniquement aux heures de pointe et dans le sens de la pointe. Le temps de trajet est d'environ 13 minutes depuis Toulouse-Matabiau et 1 heure 30 minutes depuis Narbonne.

### Intermodalité
Un parking pour les véhicules est aménagé. La gare est desservie par la ligne 79 du réseau urbain Tisséo.

## Galerie

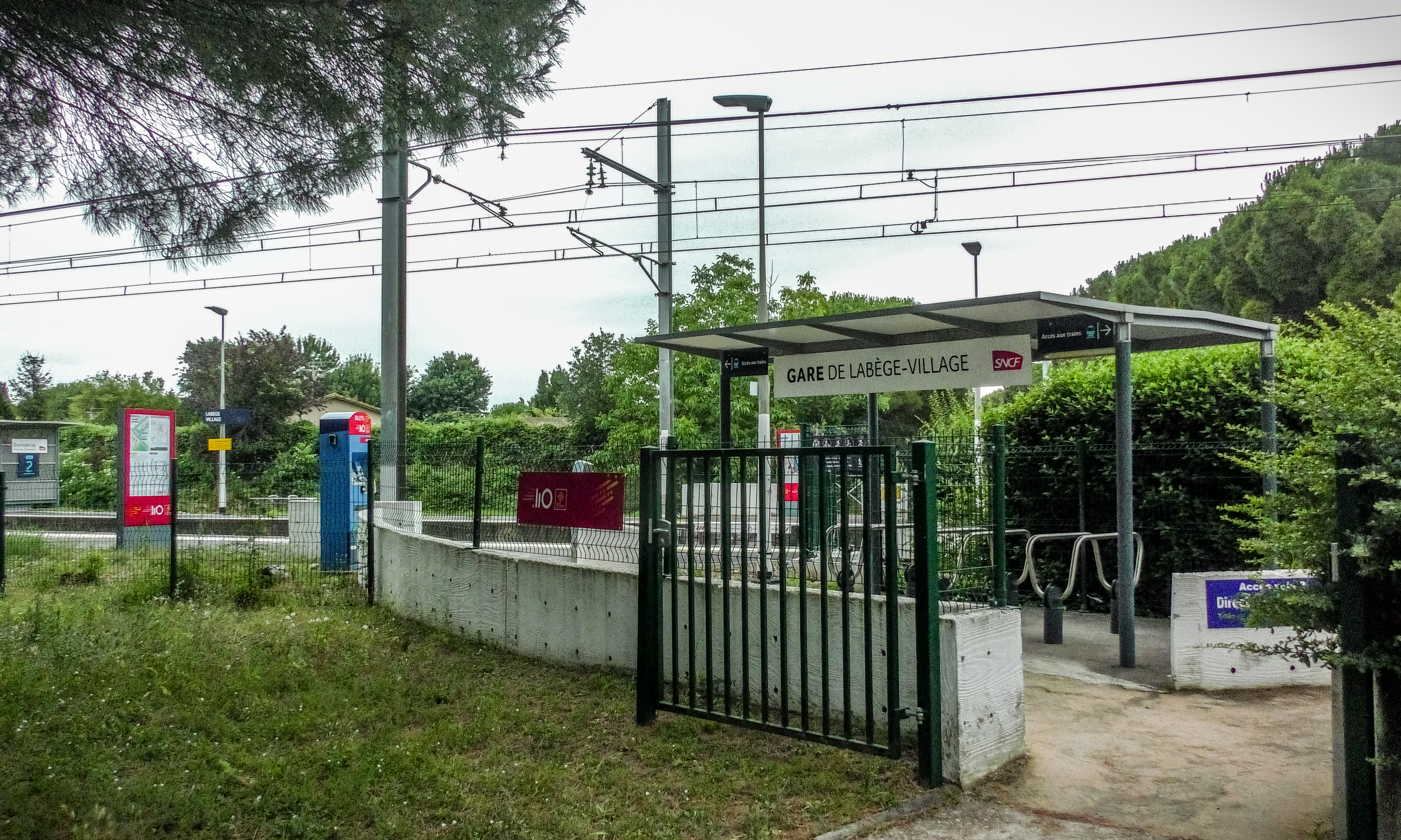
L'un des accès de la gare, avec le parking vélos.
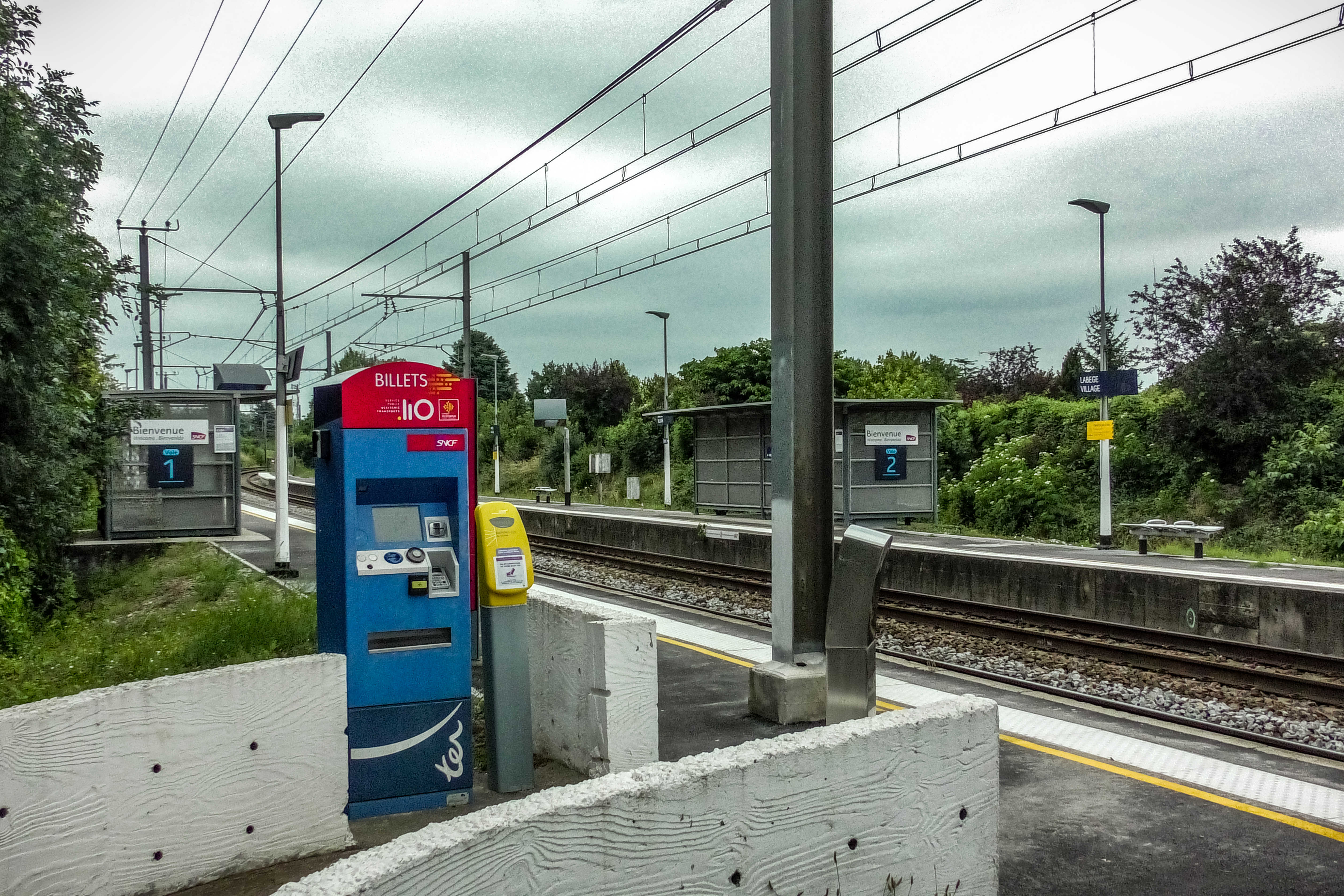
Le même accès, avec le distributeur de tickets, le composteur et le valideur de cartes Pastel.
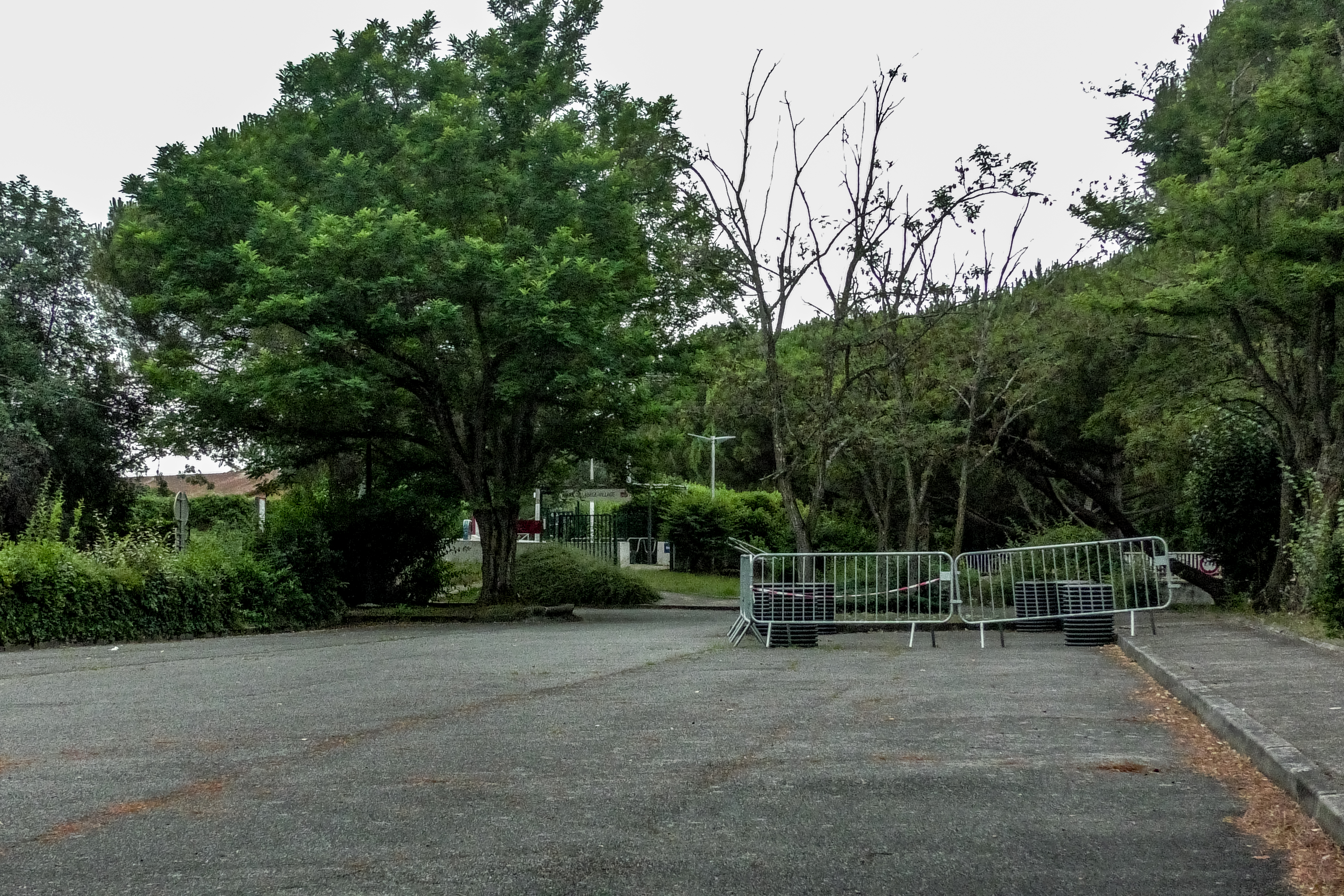
Le parking de la gare.
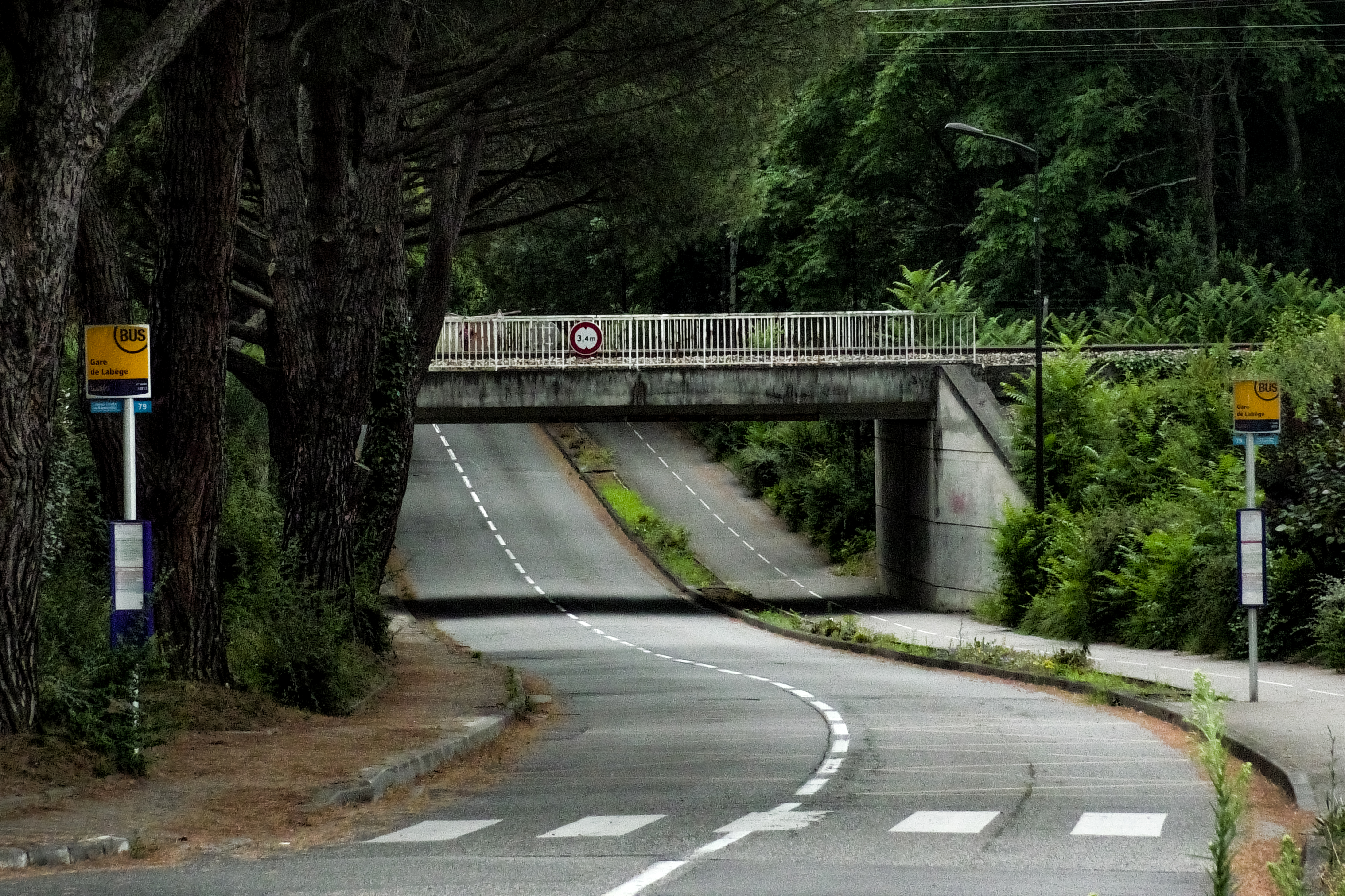
L'avenue des Cathares, sur laquelle la gare est situé. L'arrêt du bus 79 s'y situe.